# Према
Премії ( Premā IAST) — чиста любов до бога в традиціях бгакті індуїзму, особливо в вайшнавській традиції Крішна-бгакті. В кришнаїтському богослов'ї према — це найвищий рівень бхакті, према-бгакті (чиста бгакті, відданість Крішні на рівні чистої любові), яка є вищою метою людського життя. Премії часто протиставляється камі, або бажанню матеріального, яке представляє собою спотворене відображення премії — чистої, цілком духовної любові індивідуальної душі до бога.
У вайшнавському богослов'ї према розглядається як повна протилежність камі. Вважається, що приймати каму за премію згубно і небезпечно для духовного життя. Кришнаїтський святий і богослов Бхактівінода Тхакур говорив:  «Про брат, прислухайся до моїх слів: зовні жадання і любов дуже схожі. Але приймаючи хіть за премію, ти обманюєш себе. Твоя ілюзія відведе тебе від вічного блага. Жадання народжується плоттю і звернено до плоті, а према вінчає духовне життя» .
Жадання і любов протилежні. Перше спрямоване на фізичне тіло, друге — на Параматму. У Гауді-вайшнавізму према, або чиста духовна любов — безмежний океан, а вищий прояв цієї любові — любов дівчаток-пастушок гопи до Крішни, гопи-према. Існує гопи-према тільки в світі Крішни, тут, в матеріальному світі, може бути лише наслідування їй, коли чоловік грає роль Крішни, а жінка — гопи, віддаючись чуттєвим утіх. Подібне наслідування вважається огидним.
У своїй праці «бгакті-расамріта-сіндгу» (1.4.15) кришнаїтський богослов Рупа Госвамі позначив вісім ступенів духовного життя, найвищої з яких є према. Першою сходинкою є віра, потім — спілкування з вайшнавами, служіння, викорінення недоліків, набуття стійкої бгакті, потягу до служіння, нездоланна прихильність, духовне почуття і, нарешті, чиста любов до Крішни, або према.
Рупа Госвамі виділяє три чітких сходинки на шляху духовного розвитку людини від Садхани (практики відданого служіння) до садху (цілі такого поклоніння). Це власне садхана-бгакті (практика бхакті-йоги), бхава-бгакті (пробудження екстатичних емоцій), і према-бгакті (вічне віддане служіння, перейнятий чистим коханням). Бгактіведанта Свамі Прабгупада в своєму коментарі до « Чайтанья-чарітамріте» пише: «Вищий щабель любові до Крішни іменується према-бгакті, але, щоб досягти цієї ступені, потрібно виконувати правила садхана-бхакті. Не слід намагатися досягти стадії према-бгакті штучними засобами, без суворого дотримання принципів садхана-бгакті. Людина, яка досягла ступені према-бгакті, насолоджується любов'ю до бога, тоді як та, що знаходиться на ступені садхана-бгакті в основному зайнята вдосконаленням свого відданого служіння» .
У традиціях Крішна-бгакті вважається, що коли душа присвячує Крішни свій творчий хист до пізнання (прагнучи пізнати бога) і до насолоди (прагнучи з любов'ю служити його почуттям), Крішна наповнює таку душу своїми безмежними енергіями блаженства і знання. Так душа занурюється в океан насолоди. Призначення індивідуума полягає саме в тому, щоб плавати в цьому океані. Цей стан називається премія — чистої любов'ю до бога — і є справжньою метою життя.